# Velcro
Velcro Companies produce una gama de productos con sistemas de cierre mecánicos, incluidos cierres de gancho y bucle en tejidos, con el nombre de la propia marca, "Velcro".

## Historia
El cierre original y patentado formado por un gancho y bucle.
George de Mestral desarrolló un cierre que estaba formado por dos componentes: una tira de tejido con ganchos diminutos que se "acoplaba" a otra tira más pequeña de tejido con bucles que se unían temporalmente hasta que alguien los separara. Inicialmente se confeccionaba de algodón, lo que resultó ser muy poco práctico, y en años posteriores el cierre se empezó a elaborar con nailon y poliéster.
De Mestral denominó a su empresa Velcro, un nombre compuesto a partir de las palabras francesas velours ("terciopelo") y crochet ("gancho"), que aún a día de hoy sigue elaborando y comercializando este sistema de cierre.

## Patentes y marcas registradas
En 1957, de Mestral registró una solicitud de patente para su cierre de gancho y bucle en Suiza, que se le otorgó en 1959. La patente original de Mestral caducó en 1978 y, a medida que los imitadores comenzaron a entrar en el mercado, Velcro Companies diversificó su tecnología de gancho y bucle para emplearla en otras aplicaciones comerciales e industriales y aseguró los derechos de propiedad intelectual para estos. La empresa frecuentemente utiliza el sistema del Tratado de Cooperación en materia de Patentes (TCP) para los registros internacionales, y a finales de 2010 ya había registrado 134 solicitudes en TCP.
Debido a la aparición de imitadores una vez caducada la patente, la empresa se ha centrado en su estrategia de marca registrada. Para evitar el riesgo de que Velcro pase a ser un nombre común y, por lo tanto, pierda la peculiaridad necesaria para mantener su protección como marca registrada, la empresa siempre recuerda que no existe nada llamado “velcro”, y que el término es el nombre de una empresa, una marca y una marca registrada, no un nombre genérico para un tipo de producto. A través de la publicidad, de la documentación de productos y de campañas de marketing, la empresa informa a los consumidores de que no todos los cierres de gancho y bucle son productos auténticos marca Velcro®.

## Productos
Velcro Companies ofrece sistemas de cierre para una amplia gama de industrias, entre las cuales se encuentran productos de consumo envasados, transportes, higiene, militar, envase y embalaje, construcción, vestuario y agricultura.
Entre los productos de Velcro Companies se incluyen:
- Cierres con adhesivo de aplicación general
- Lazos y correas
- Cierres ultrafuertes
- Cierres y cintas de tejido
- Cierres tradicionales de gancho y bucle
- Productos tejidos, de punto o moldeados
- Juegos de construcción para niños

## Causas solidarias
La Neeson Cripps Academy, una escuela de alto rendimiento para la Cambodian Children’s Fund (CCF) en Phnom Penh, fue fundada por Velcro Companies. COOKFOX Architects, con sede en Nueva York, ha diseñado el edificio ecoeficiente, cuya construcción se espera que termine en 2017.
En 2015, Velcro Companies y Sabrina Soto, experta en diseño y embajadora de la marca Velcro®, iniciaron la celebración de un concurso anual de remodelación de aulas, que tendrá lugar durante la Semana de agradecimiento al profesor estadounidense. Al primer ganador de Joplin, Misuri, se le otorgaron dos aulas remodeladas.

## En la cultura popular
1968: los cierres marca Velcro® se utilizan en los trajes, las bolsas de recogida de muestras y los vehículos lunares que Neil Armstrong y Buzz Aldrin llevan consigo a la Luna.
1984: David Letterman se pone un traje hecho con cierres marca Velcro® y salta desde un trampolín hasta un muro cubierto en este producto durante una entrevista con el director estadounidense de ventas industriales de la empresa.
2016: como parte de una inocentada del primero de abril, Lexus presentó la tecnología “Variable Load Coupling Rear Orientation (V-LCRO)” para asientos de coche, que mantiene al conductor en su asiento con adhesivos marca Velcro®, lo que le permite realizar giros con más agresividad.

## Imágenes

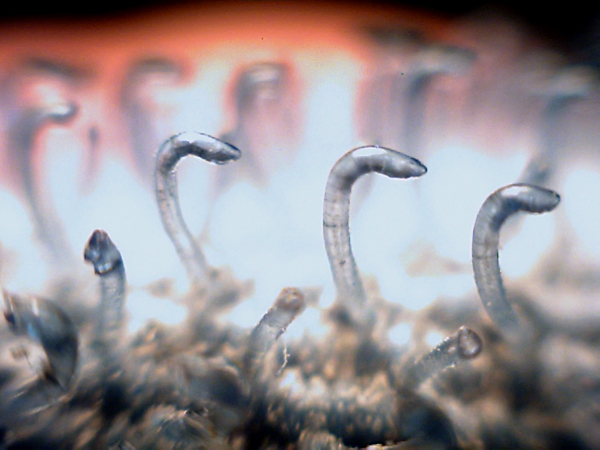
Detalle de ganchos
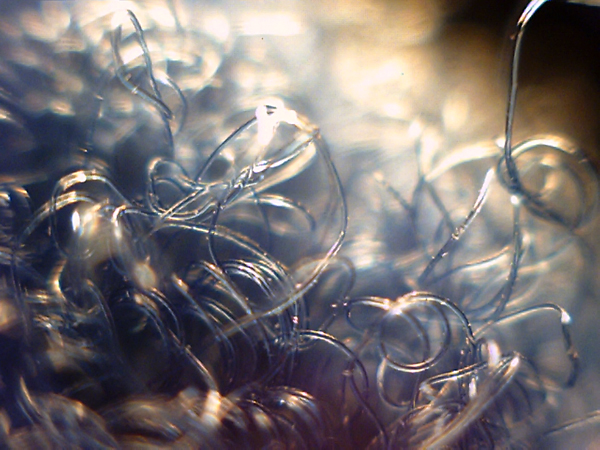
Detalle de fibras
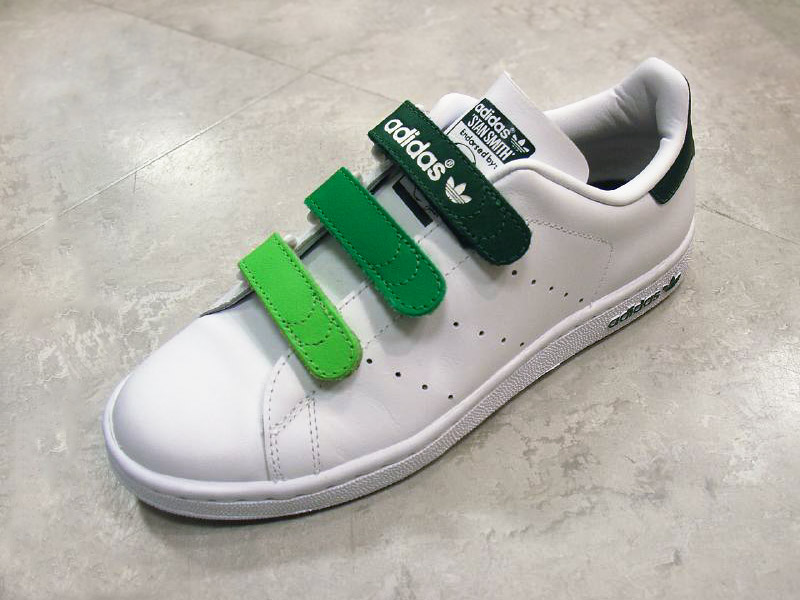
Calzado con velcro
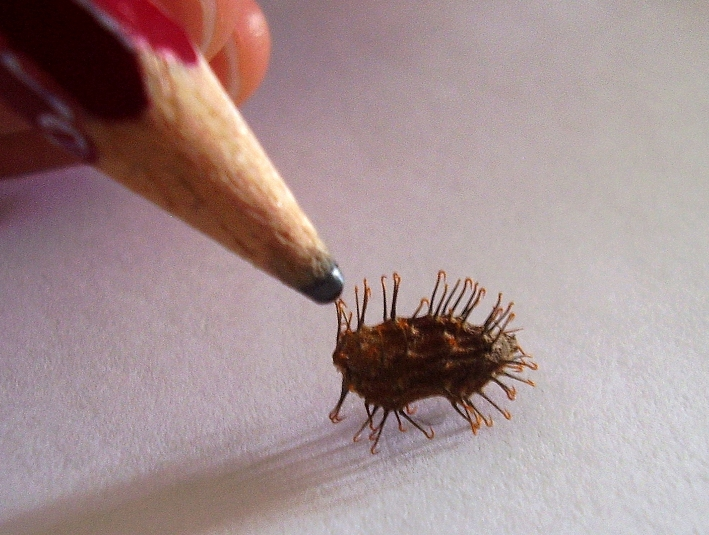
Ganchos en las espinas del fruto del Xanthium spinosum